# Легенди Елвіна Макера
«Легенди Елвіна Мейкера» (англ. The Tales of Alvin Maker) — серія з шести фантастичних альтернативно-історичних романів, написаних американським прозаїком Орсоном Скоттом Кардом, виданих з 1987 по 2003 рік, планується ще один. Вони досліджують досвід молодого чоловіка Елвіна Міллера, який усвідомлює, що має неймовірні здібності створювати та формувати речі навколо себе.

## Огляд
Події розгортаються на американському кордоні на початку ХІХ століття, у фентезійному сюжеті, заснованому на ранньому американському фольклорі та забобонах у світі, у якому народна магія насправді працює та проявляється по-різному залежно від раси. Багато європейських персонажів мають обмежені надприродні здібності або «хист», щоб майже ідеально виконувати певні завдання, корінні американці виявляють магію природи, а люди африканського походження можуть творити вуду.
Історії охоплюють низку історичних подій і постатей, але є витвором альтернативної історії. Основна розбіжність полягає в тому, що Олівер Кромвель вижив після хвороби, яка вбила його насправді, оскільки лікар таємно володіє магічною здібністю цілити (Кромвель вважав такі вміння злим чаклунством). Колоніальні Сполучені Штати поділяються в книгах на кілька окремих націй, включаючи менші Сполучені Штати, столиця яких — Філадельфія, а найбільше місто — Новий Амстердам, населений голландцями, але все більше англомовний. Серіал демонструє набагато сильніший вплив індіанців на культуру та суспільство між Новою Англією та Вірджинією, що простягається на захід до Огайо (Нова Англія — це колонія республіканської Англії, в якій Реставрація Англії так і не відбулася завдяки виживанню Кромвеля). Монархія на південній частині Східного узбережжя (реальні Кароліни, Джорджія тощо), відома як «Коронні колонії», заснований домом Стюартів у вигнанні. Автономний регіон, відомий як «Апалачі», центром якого є Аппалачі. Канада залишається під контролем Франції, а Флорида та Нова Барселона (реальна Луїзіана) колонізовані Іспанією. У реальному світі Мексика є корінною імперією, але їй загрожує війна з боку Сполучених Штатів і європейських держав. Крім того, багато історичних діячів представлені карикатурно або лише поверхово подібні на їхнє історичне життя.
Деяким історичним діячам також надають здібності, наприклад Бенджаміну Франкліну (з'являється лише побіжно, але неодноразово згадується), який, як кажуть, був Творцем, і Наполеон, який має здібності змушувати інших обожнювати і слухатися його, а також бачити інших великі амбіції.
Серед відомих індіанців Текумсе, якого в книгах називають «Та Кумсо», а його брат Тенскватава також згадується як «Тенсква Тава». Характери персонажів у книзі схожі на характери обох справжніх відомих корінних американців. Відома битва при Тіппеканое, в якій брали участь обидва брати, відбувається у другій книзі «Червоний пророк», але її результат відрізняється від історичного.

## Книги

### Книги
- «Сьомий син» (1987) — лауреат премії Локус, 1988;[1] Г'юго та номінант на премію World Fantasy Awards, 1988[1]
- «Червоний пророк» (1988) — номінант премії Неб'юла, 1988;[1] Лауреат премії Локус, 1989;[2] Номінант на премію Г'юго, 1989[2]
- «Підмайстер Елвін» (1989) — номінант премії Nebula, 1989;[2] Лауреат премії Локус, 1990;[3] Номінант на премію Х'юго, 1990[3]
- «Елвін Мандрівник» (1995) — лауреат премії Локус, 1996[4]
- «Серцевий вогонь» (1998) — номінант на премію Локус, 1999[5]
- «Кришталеве місто» (2003)
- «Майстер Елвін» (у процесі)[6]

### Короткі твори
- «Річка Хатрак» — новела, опублікована в Asimovs Magazine (серпень 1986)
- «Прентис Елвін і поганий плуг» — вірш, опублікований у Maps in a Mirror (1990)
- «Усміхнений чоловік» — оповідання, опубліковане в Legends (1998)
- «Королева Язу» — новела, опублікована в Legends II (2003)
- «Елвін і яблуня» — новела, опублікована в Dead Man's Hand (2014)
- «Скептики» — оповідання, опубліковано в National Review (номер від 19 листопада 2015 р.)[7]

### Інші роботи
- Червоношкірий проповідник: Байки Елвіна Мейкера — серія коміксів
- Гра Alvin Maker — MMORPG, яка розроблялася у 2005 році, але ніколи не була опублікована[8]

## Персонажі

### Елвін Міллер
Елвін Міллер, сьомий син сьомого сина, виявляє, що його здібності набагато перевершують усі інші. Він може змінювати як живу, так і неживу матерію просто силою волі, тому має титул «Творець». Однак ця сила коштує дорого, оскільки Елвін відчуває велику відповідальність використовувати свою силу на благо, а також є сили, які активно прагнуть його смерті.
Елвін мусить дізнатися, як використати свої здібності, застосувати їх на благо і боротися за виживання. На цьому шляху йому допомагають люди, які мають не такі сильні здібності, але вони бачать в Елвіні спосіб використати свою мудрість і здібності, щоб зробити внесок у загальне благо. Дехто намагається ввести його в оману або використати його здібності у власних цілях.
Елвін Міллер — це переосмислення Кардом Джозефа Сміта, засновника руху Святих останніх днів.

### Персонажі альтернативної історії
- Вільям Блейк (головний герой «Міняйла казок»)
- Вільям Генрі Гаррісон
- Ендрю Джексон
- Наполеон Бонапарт
- Жильбер де Лафаєт
- Даніель Вебстер
- Данія Везі
- Джон Адамс
- Авраам Лінкольн
- Оноре де Бальзак
- Джон Джеймс Одюбон
- Ральф Волдо Емерсон
- Текумсе (як Та Кумсо)
- Тенскватава (в ролі Лолла-Восікі/Тенсква Тава)
- Стівен Ф. Остін
- Джеймс Боуї

### Згадані персонажі
Це персонажі, які згадуються, але не з'являються.
- Олівер Кромвель: Його виживання після хвороби, яка вбила його насправді, тому що його лікар, невідомий Кромвелю, мав магічний «хист» до зцілення, і тому монархія Стюартів не була відновлена, що кардинально змінило подальшу історію як Великої Британії, так і Британської Північної Америки. Це ключова точка розбіжності цієї альтернативної історії.
- Бенджамін Франклін: Його описують як «чарівника», а також як можливого «творця» (він ненадовго з'являється в «Сьомому сині» як «Старий Бен»).
- Джордж Вашингтон: Описаний як «Лорд Потомак», який служив під британською короною, але здав свою армію і згодом був обезголовлений за зраду в альтернативній версії серії про Американську революцію.
- Томас Джефферсон: У цій часовій лінії він служить першим президентом США.
- Джон Квінсі Адамс: Губернатор штату Массачусетс під час подій «Вогню серця».

### Руйнівник
Руйнівник — це надприродна сила, яка руйнує матерію та прагне знищити та знищити все і всіх. По суті, Руйнівник — це ентропія як свідома та деструктивна сутність. Окрім того, що він протистоїть усьому живому, Творець є особливим заклятим ворогом Елвіна Міллера, який є Творцем, наділеним винятковою силою та неабиякими творчими здібностями, і збагачує життя, створюючи як предмети, так і соціальні мости. Це загрожує і перешкоджає Творцеві, який неодноразово намагається покінчити з Елвіном, спочатку спричиняючи нещасні випадки в дитинстві Елвіна, особливо утоплення, оскільки вода, що розмиває, має природну спорідненість з ним, а згодом впливаючи на людей, щоб вони кинули йому виклик і відреклися від нього.
Створювати щось — означає протистояти Руйнівникові, але часто стверджують, що це марна справа. За природним правом, Руйнівник може зруйнувати швидше, ніж будь-яка людина може побудувати. З іншого боку, творення не зважає на природні закони. Як розповідає семирічному Елвіну «Міняйло казок», створення так званого «Кришталевого міста» може перемогти і навіть знищити «Нестворювача». Це стає життєвою місією Елвіна.
Більшість людей зазвичай не можуть помітити Руйнівника, але Елвін може помітити його увагу як мерехтіння навколо свого поля зору. Він проявляється, коли йому потрібно спокусити людей на війну та руйнування, а потім приймає найефективнішу форму. Священик побачив би ангела-месника, рабовласник — великого наглядача і т. д. Це не здається тим, хто добровільно нищить, бо вони вже служать його справі.

## Теми

### Мормонство
Елвін має деякі характеристики, подібні до Джозефа Сміта, засновника Церкви Ісуса Христа Святих Останніх Днів. Кард є членом цієї деномінації, неофіційно відомої як мормони. Деякі події в «Сьомому сині» схожі на історії про дитинство Сміта. У Елвіна є бачення створення Кришталевого міста, схожого на церковне поселення Наву, штат Іллінойс. Елвін мав передчуття, що він може померти після будівництва Кришталевого міста, що свідчить про смерть Сміта в Картеджі, штат Іллінойс. Елвін також було ім'ям старшого брата Сміта.

### Раса
Раса також відіграє значну роль в історіях, особливо в тому, як культура формує здібності, які розвивають люди з різних груп. «Білі» мають здібності або культивовані навички, які, здається, походять від фольклору та традицій колоніальної Америки та Західної Європи. «Червоні» приєднуються до ритмів природи, але щоб виконувати частину своєї магії, також використовують кров. «Чорні» спрямовують свої навички на створення об'єктів влади, як у практиках вуду.

### Конфлікт
Постійною темою книг є конфлікт між творцями та руйнівниками. Елвін є Творцем і протистоїть Руйнівнику.